# 横浜三塔

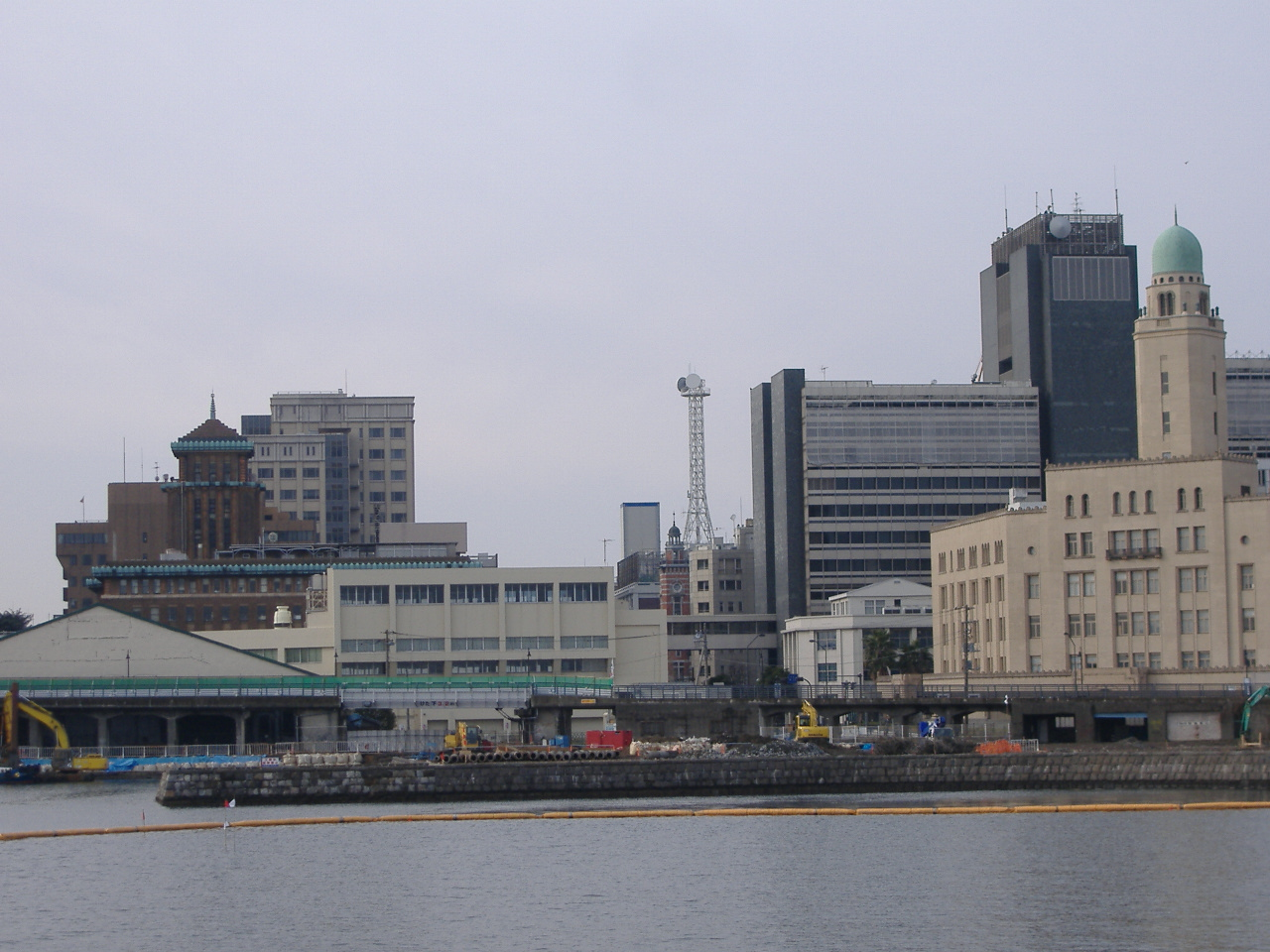
大さん橋国際客船ターミナルから見た横浜三塔。左がキング、中央鉄塔下がジャック、右がクイーン

横浜三塔（よこはまさんとう）は、神奈川県横浜市中区の関内地区にある、塔を持つ3つの建物の愛称である。

## 概要
キングの塔（神奈川県庁本庁舎）・クイーンの塔（横浜税関）・ジャックの塔（横浜市開港記念会館）は、しばしば「横浜三塔」と呼ばれ、横浜港のシンボルとして市民に親しまれている。都市開発が進んだことにより周囲に他の高層建築が増え目立たなくなってしまったが、建造された当初（大正～昭和初期）には低層建築の中でよく目立ち、横浜港に入港してくる船の目印になっていた。また、キングの塔には、横浜港の守り神である伊勢山皇大神宮の分霊が祀られていた。これらの塔の愛称は、入港する船の外国人船員達がトランプの絵札に擬えて名づけたといわれている。また、みなとみらい地区の都市計画にも「ジャックモール」・「クイーン軸」（クイーンズスクエア）・「キング軸」と、これらの名前が使われている（軸については「横浜みなとみらい21#ペデストリアン軸（歩行者動線）」を参照）。
現在では、この三塔を同時に見ることのできるスポット（神奈川県庁の正面、横浜赤レンガ倉庫、大さん橋国際客船ターミナル）を全て回ると願いが叶うという都市伝説があり、これを「横浜三塔物語」という。また、横浜観光コンベンション・ビューローは2007年から、毎年3月10日を三塔との語呂合わせで「横浜三塔の日」と決めて様々なイベントを開催している。三塔を同時に見られる場所はいずれもみなとみらい線日本大通り駅から徒歩10分以内の場所にあり、現地には目印も設けられているので、訪れることは比較的容易である。三塔の建物同士も、半径100mの範囲内に近接して建っている。
エースのドーム（旧横浜正金銀行本店本館として1904年（明治37年）に完成した神奈川県立歴史博物館旧館）（国指定重要文化財）を加えて「横浜四塔」とする場合もある。ジョーカーではなくエースなのは三塔より古くて威厳がありドームの形がエースのように見えるためという。横浜国立大学の吉田鋼市名誉教授（建築史学）が提唱したのが始まり。

## 三塔の詳細

### キングの塔
- 神奈川県庁本庁舎（MAP）
- 横浜市中区日本大通1
- 塔の高さ - 約49m
- 完成 - 1928年（昭和3年）

### クイーンの塔
- 横浜税関本関庁舎（MAP）
- 横浜市中区海岸通1-1
- 塔の高さ - 約51m
- 完成 - 1934年（昭和9年）

### ジャックの塔
- 横浜市開港記念会館（MAP）
- 横浜市中区本町1-6
- 塔の高さ - 約36m
- 完成 - 1917年（大正6年）

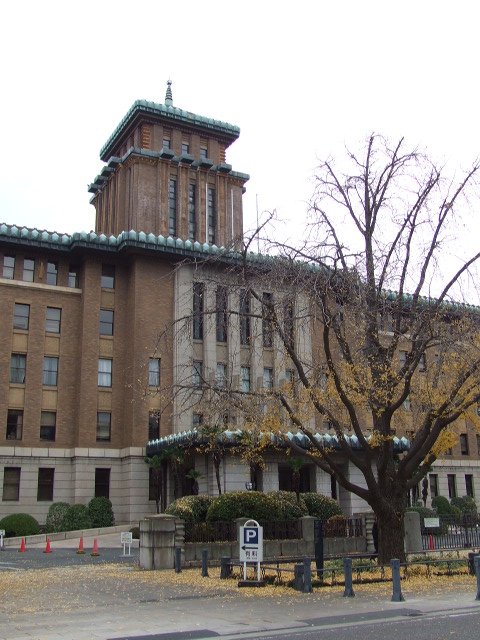
キングの塔
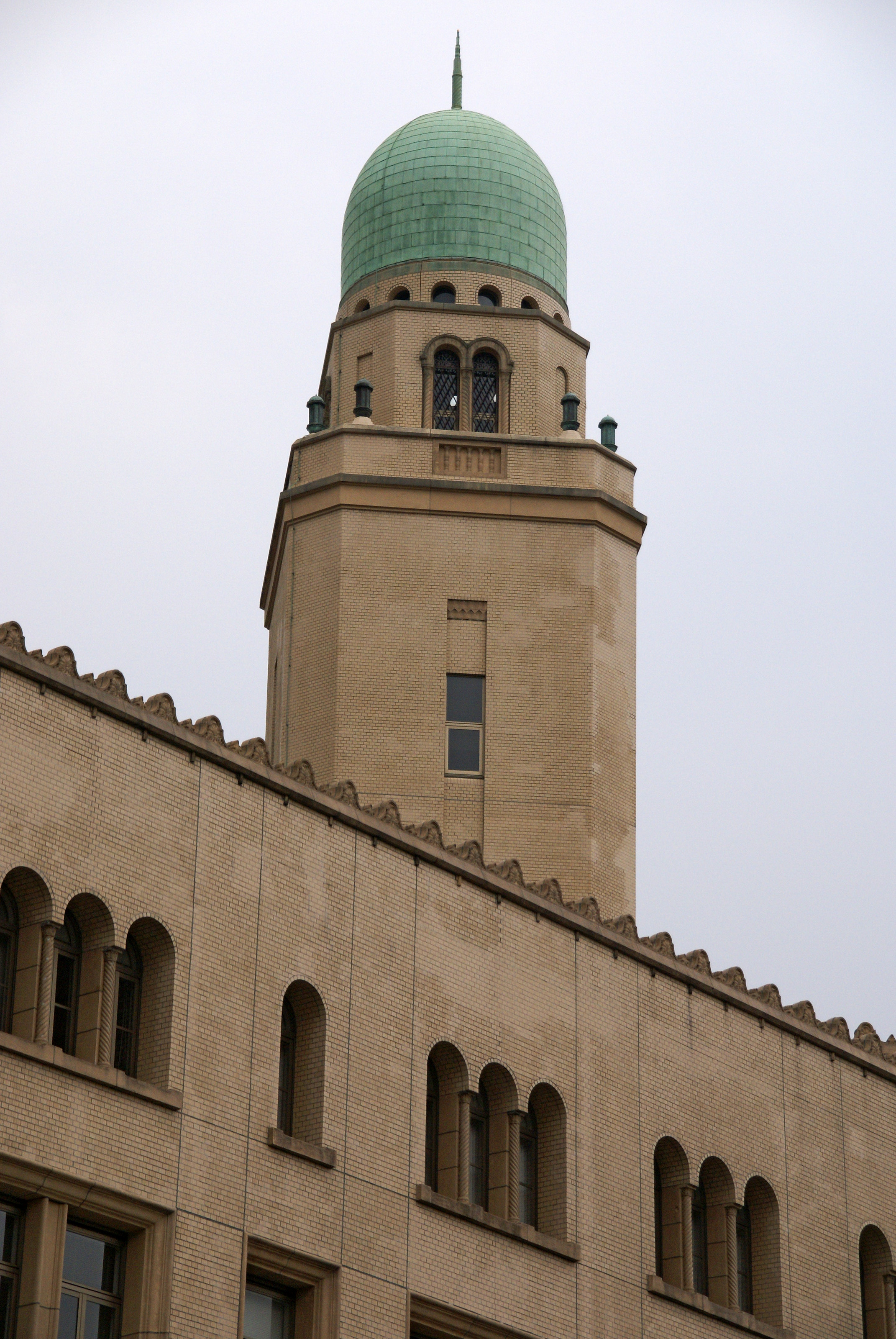
クイーンの塔
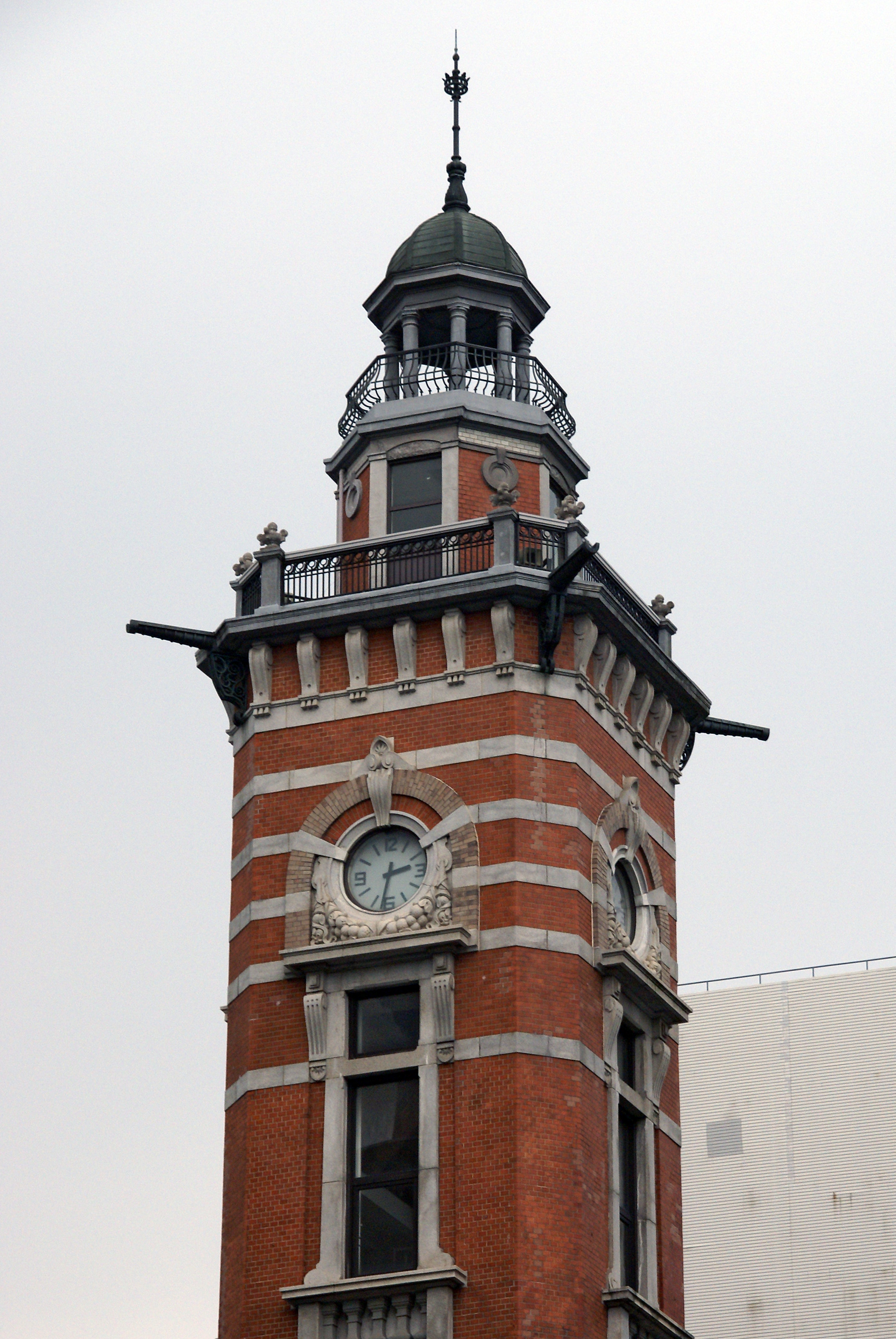
ジャックの塔